# Лувсанжамцын Цогзолмаа
Лувсанжамцын Цогзолмаа (монг. Лувсанжамцын Цогзолмаа; 15 июня 1924, Улан-Хад,сомон Угтаалцайдам аймака Туве, Монголия)  — монгольская певица
, актриса
, музыкант. Заслуженная артистка Монголии (1945). Народная артистка Монголии (2001). Герой Труда Монголии (2007). Лауреат Государственной премии Монголии (1951).

## Биография
Рано осиротела. В детстве посещала музыкальный класс Дома культуры молодежи. В 1936—1938 годах училась в русской школе. В 13-летнем возрасте с приёмными родителями попала в СССР, там выучила русский язык. В 1938—1940 годах работала музыкантом в Доме культуры молодежи, в 1940—1944 годах — музыкантом в государственном цирке, в 1944—1957 годах — певица в Государственном цирке МНР и Государственном музыкально-драматическом театре. Солиста хора, созданного в 1947 году в театре.
В 1957—1961 годах обучалась на режиссёрском отделении факультета исполнительского искусства Монгольского госуниверситета, в 1961—1967 годах работала директором Государственного народного ансамбля песни и танца, в 1967—1983 годах — эксперт Министерства культуры МНР.
Внесла большой вклад в развитие монгольского кинематографа.
Жена монгольского государственного, политического и дипломатического деятеля Цэндийна Намсрая (1918—1990). Мать заслуженной артистки Монголии Намсрайн Сувд, Героя Труда Монголии, лауреата Государственной премии Монголии.